# 1468 Zomba
1468 Zomba è un asteroide areosecante.  Scoperto nel 1938, presenta un'orbita caratterizzata da un semiasse maggiore pari a 2,1955600 UA e da un'eccentricità di 0,2713307, inclinata di 9,93884° rispetto all'eclittica.
L'asteroide è dedicato all'omonima città del Malawi.